# Weefsel (biologie)
Een weefsel is in de biologie een specifiek anatomisch deel van het lichaam van een meercellig organisme. Weefsel bestaat uit een samenstelling van gelijksoortig gedifferentieerde cellen: cellen met een onderling gelijke, vergelijkbare of aanvullende functie. De cellen van een specifiek weefsel zijn door inter-cellulaire contacten en een extracellulaire matrix met elkaar verbonden. Weefsels zijn het onderwerp van studie van de weefselleer of histologie. Twee of meerdere soorten weefsel vormen samen een orgaan, bij planten bijvoorbeeld een blad. De term weefsel werd in 1801 in de anatomische wetenschap geïntroduceerd door Xavier Bichat.

## Planten

Schema dwarsdoorsnede van een blad.

Bij planten kunnen als belangrijkste weefsels worden onderscheiden het meristematisch weefsel (waar de groei plaatsvindt), de primaire weefsels (zoals parenchym, collenchym, sclerenchym en epidermis), klierweefsel, en de transportweefsels xyleem en floëem. Organen als wortel, stengel en blad zijn samengesteld uit deze weefsels.
Bijvoorbeeld: bladeren bestaan uit vaatbundels (xyleem en floëem, sclerenchym), parenchym en epidermis; ook kunnen er huidmondjes en (klier-)haren zijn.

## Dieren

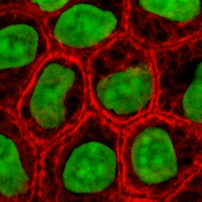
epitheel.

De studie van dierlijke weefsels wordt histologie of weefselleer genoemd. Bij de microscopische beschouwing van het lichaam van mens en dier onderscheidt men een viertal hoofd- of grondweefsels. Dit zijn:
1. Epitheel of dekweefsel, dit wordt onderverdeeld in:
  - zuivere epitheelweefsel
  - klierweefsel
2. Bindweefsel of steunweefsel, te onderscheiden in:
  - Bindweefsel in engere zin, dat weer te verdelen is in:
    - losmazig bindweefsel
    - straf bindweefsel
    - reticulair bindweefsel
    - elastisch bindweefsel

  - Kraakbeen
  - Vetweefsel
  - Bloed en lymfe
  - Botweefsels
3. Spierweefsel, te onderscheiden in:
  - Dwarsgestreept spierweefsel of skeletspierweefsel
  - Glad spierweefsel
  - Hartspierweefsel
4. Zenuwweefsel

De verschillende organen van het lichaam bestaan uit wisselende combinaties van deze vier weefsels. De medische term voor een weefselbeschadiging is laesie, die kan ontstaan door een verwonding of door ziekte.